# Veauce
 Veauce  là một xã ở tỉnh Allier thuộc miền trung nước Pháp.